# مارغريت هيلز
مارغريت هيلز (لقبها قبل الزواج مارغريت روبرتسون 1882-1967)، كانت معلمةً بريطانية ومنظمةً للمناداة بمنح المرأة حق التصويت والاقتراع ونسوية واشتراكية.
كانت هيلز أول أنثى تُعين عضوًا في مجلس مديرية ستراود، وأصبحت في وقت لاحق عضوًا في مجلس مقاطعة غلوسترشير البريطانية.

## بداية حياتها
وُلدت مارغريت روبيرتسون في شارع فيتزوري رود 41 في تلة بريمروز في لندن بتاريخ 1 مارس 1882. كان والدها هنري روبرت روبرتسون فنانًا من أصل اسكتلندي، وأمها آغنيس لوسي ترنر، من سلالة روبرت شامبرلين، الذي أسس الأعمال الصينية لـ «شامبرلين آند سن» في ورسستر (التي أصبحت فيما بعد رويال ورسستر والتي يُعتقد أنها أقدم أو ثاني أقدم علامة تجارية من البورسلان الإنكليزي)، وكان من بين أقارب والدتها جون ديفيدسون (الرحالة) وهو مستكشف إفريقي، وجورج فاونس، وكلاهما كانا حائزين على زمالة الجمعية الملكية، وكان جدها من جهة والدها يملك مدرسة خاصة في بلدة سلاو في مقاطعة باركشير الإنكليزية.
كانت شقيقتاها عالمة النبات آغنيس، ورسامة البورتريه جانيت روبرتسون، وشقيقها الأديب الكلاسيكي دونالد سترون روبرتسون، وهي عمة أم الموسيقي توماس دولبي (توماس مورغن بروبرتسون).
التحقت هيلز بمدرسة نورث لندن للتعليم الثانوي (التي أسستها فرانسيس بوس) وحصلت على منحة دراسية مفتوحة للالتحاق بكلية سمرفيل في أوكسفورد في عام 1901، وحصلت على مرتبة الشرف الأولى في عام 1904 (في ذلك الوقت لم تكن تحصل النساء على درجات من الجامعة). حصلت لاحقًا على بكالوريوس في الآداب من كلية الثالوث (وبلن) في إيرلندا في عام 1906 بالمشاركة مع نساء أخريات من جامعتي أوكسفورد وكامبريدج (أوكسبريدج) اللتين لم تمنحا طالباتهما الإناث درجات شرف من قبل.
التحقت هيلز بكلية كامبريدج لتدريب النساء من عام 1904 إلى 1905 وحصلت على شهادة تدريب المعلمين وانضمت إلى موظفي مدرسة الملكة إليزابيث النحوية للبنات، مانسفيلد، وغادرت المدرسة في عيد الميلاد عام 1907 للبحث عن وظيفة تدريس في لندن، لكنها «قررت أخيرًا التخلي عن التدريس في الوقت الحاضر والعمل من أجل قضية ]الدفاع عن حق المرأة في الاقتراع[».

## منظِمة في قضية الدفاع عن حق المرأة في الاقتراع
كانت أول مناسبة مسجَلة لمارغريت في المشاركة في قضية الدفاع عن حق المرأة في الاقتراع عندما استلمت الحديث في اجتماع عن حق المرأة في الاقتراع في قاعة سانت أوغسطين في منطقة هايغيت في لندن في فبراير عام 1908.
من المرجح أنها كانت تعمل بالفعل في إن يو دبليو إس إس (جمعيات الاتحاد الوطني للدفاع عن حق النساء في الاقتراع)، وفي الشهر التالي عملت على إقامة حملات في الانتخابات الفرعية في بلدة هيستينغز ومديرية بيكهام، وكتبت مقالًا في «وومينز فرانشيز» عن سياسة «إن يو دبليو إس إس» المتعلقة بالانتخابات الفرعية.
في يوليو عام 1908، أدرجت العناوين الرئيسية لصفحات «إن يو دبليو إس إس» في «وومينز فرانشيز» مارغريت بصفتها منظمةً في جمعيات الاتحاد الوطني للدفاع عن حق النساء في الاقتراع.
في وقت لاحق من السنة، أعلنت الجمعية بفخر عن توظيفها ثلاث منظمات دائمات ومن ضمنهن مارغريت.
عُينت مارغريت منظمةً لجمعية نورث إنجلاند لحق اقتراع المرأة في مايو 1909، وبحلول عام 1911 تغير اسم الجمعية إلى جمعيات مانشستر من أجل الدفاع عن حقوق النساء في الاقتراع، ووصفت مارغريت نفسها بأنها الأمينة التنظيمية في إحصائية عام 1911. في ديسمبر 1912 عُينت منظمةً لصندوق حملة الانتخابات التابع لجمعية الاتحاد الوطني للدفاع عن حق المرأة في الاقتراع.
كانت منظمةً ومتحدِثة في العديد من المناقشات العامة الرئيسية عن حق المرأة في التصويت، بما في ذلك مناقشة قاعة ألبرت الملكية في نوفمبر 1912 وفي القاعة التعاونية في بيرنلي عام 1910.